# Stefan Brechensbauer
Stefan Gottfrid Josef Brechensbauer, född 7 maj 1934 i Teplice, Böhmen, är en tysk-svensk arkitekt. 
Brechensbauer, som är son till professor Alfred Brechensbauer och Elisabeth Arlt, avlade arkitektexamen vid Polytechnikum i München 1957. Han anställdes på Tage Möllers arkitektkontor i Malmö 1957, hos Kjell Ödeen i Stockholm 1958, hos Backström & Reinius Arkitekter AB 1959, på Norrbottenskommunernas arkitekt- och byggnadskontor (NAB) i Luleå 1960, blev stadsplanearkitekt i Trelleborgs stad 1968 och var chef för stadsbyggnadskontoret i Trelleborgs kommun 1977–1987. Han har därefter bedrivit egen arkitektverksamhet. Han har bland annat ritat den romersk-katolska Sankta Katarina kyrka i Trelleborg, vilken invigdes 2002.